# Aleyrodes
Genre
Aleyrodes est un genre d'insectes de l'ordre des hémiptères (les hémiptères sont caractérisés par leurs deux paires d'ailes dont l'une, en partie cornée, est transformée en hémiélytre).

## Liste des espèces rencontrées en Europe
Selon Fauna Europaea (8 mars 2023) :
- Aleyrodes asari
- Aleyrodes elevatus
- Aleyrodes lonicerae
- Aleyrodes proletella - l'Aleurode du chou
- Aleyrodes singularis